# River Churn
Der River Churn gilt als der am weitesten flussaufwärts gelegene Zufluss der Themse. Er entsteht in den Cotswolds bei Seven Springs nahe Cheltenham, in Gloucestershire, England. Er fließt in südlicher Richtung über den Streichen der Cotswolds, verläuft durch Cirencester und mündet in der Civil parish von Cricklade in Wiltshire in die Themse. Seine Länge von der Quelle bis zur Mündung ist größer als die der Themse von ihrer Quelle. Der Wasserfluss ist auch sehr viel beständiger als der der Themse, die zum Austrocknen neigt. Der River Churn wird jedoch historisch als ein Nebenfluss angesehen und dementsprechend in den Büchern geführt. Der Churn ist ungefähr 25 km lang.
Der Name Churn ist alt und aus vor-römischer Zeit. Er hat seinen Ursprung in der keltischen Sprache der Dobunni, die die Region vor der römischen Eroberung kontrollierten. Der ursprüngliche Name könnte so ähnlich wie Korinn gewesen sein. Es wird auch angenommen, dass der Name mit dem Cornovii Stamm in Verbindung steht.
Ähnliche Namen oder Namensteile finden sich in Cerney, Ciren und Corin in den Siedlungsnamen North Cerney, Cirencester, South Cerney und Cerney Wick in the south of South Cerney.  Cirencesters ursprünglicher Name ist Corinium Dobunnorum und ist daher ebenfalls damit verwandt. Alle diese Orte liegen am River Churn.
Von 2006 an bereitete die britische Regierung eine Studie vor, um Schäden durch Hochwasser des Flusses zu vermeiden.